# Castelsaraceno
Castelsaraceno község (comune) Olaszország Basilicata régiójában, Potenza megyében.

## Története
A várost 1031-ben alapították az Észak-Afrikából érkező szaracénok (innen származik elnevezése is). Őket a normannok űzték el, akik a Szicíliai Királysággal egyesítették a települést. A további századok során nápolyi nemesi családok birtoka volt. Önálló községgé a 19. században vált, amikor a királyságban felszámolták a feudalizmust.

## Népessége
A népesség számának alakulása:

## Főbb látnivalói
- a 15. századi Palazzo Baronale (bárói palota)
- a 16-17. században épült Santo Spirito-templom
- a Santa Maria degli Angeli-templom